# Spaniotoma unicolor
Spaniotoma unicolor är en tvåvingeart som först beskrevs av Philippi 1865.  Spaniotoma unicolor ingår i släktet Spaniotoma och familjen fjädermyggor. Inga underarter finns listade i Catalogue of Life.